# T-Riot
T-Riot（てぃーらいおっと）は、丹治泰人を主宰とする日本の劇団。2011年結成。東京都を拠点に活動している。

## 概要
- 主な作・演出は主宰の丹治泰人が担当。サスペンスを主軸とし、ホラーやファンタジーの要素を交えながら人間の愛と恐ろしさを描く。
- 劇団名には「丹治（Ｔａｎｊｉ）が東京（Ｔｏｋｙｏ）の劇場（Ｔｈｅａｔｅｒ）で暴動（Ｒｉｏｔ）を」という意味が込められている。
- 劇団のＴシャツやパーカーには亀（Ｔｏｒｔｏｉｓｅ）と、「暴徒」を意味する「Ｍｏｂｓｔｅｒ」の文字が入っている[1]。
- 2014年、『アジャスターケース』にて、東京と大阪の二都市で公演を行う。

## 主なメンバー
下記に挙げたメンバー以外にも、公演毎に運営を担うメンバーがいる。
- 丹治泰人 - 主宰／作・演出、美術、映像、役者
- 久留海まりん - 役者、小道具
- 斉藤未来 - 役者、照明
- 島津剣斗 - 役者、大道具
- 知洋 - 音楽

## 公演作品
- 『ビタースウィート・ミラクル』（2012年3月）
- 『リベンジ・ケージ・ノスタルジー』（2012年9月）
- 『ビタースウィート・ウォンテッド』（2013年4月）
- 『リベンジ・ケージ・ノスタルジー（2013）』（2013年9月）
- 『ラスト・カーニバル・リズム』（2014年4月）
- 『アジャスターケース』（2014年9月東京－10月大阪）
- 『プリゾナー・アンドロメダ』（2015年5月）
- T-Riot EX『オレがアイツでアイツがオレで』（2016年2月、作：大島怜也）
- 『ビタースウィート・テイルズ』（2016年5月）
- 『インビジブル・シャドウ』（2016年9月）
- 『トライアル』（2017年7月）
- 『モーニング・ディナー』（2018年8月）